# Kasta in handduken
Att kasta in handduken innebär inom boxning, MMA och annan kampsport att man kastar in en handduk på den plats där matchen utspelas eller skulle utspelas. På detta vis markerar man att deltagaren inte längre är i stånd att fortsätta matchen.
I vidare mening (och speciellt inom sport) är detta också ett idiomatiskt uttryck för att ge upp. Uttrycket användes oftast där det handlar om aningen större uppgivelser, till exempel då en person slutar med en sport för gott och ger upp sporten.